# Centrale solaire photovoltaïque de Marville
La centrale solaire photovoltaïque de Marville  ou parc solaire de la base aérienne de Marville-Montmédy est une centrale solaire photovoltaïque française d'une puissance de 152 MWc, implantée sur un aérodrome en activité.
Mise en service en 2021 par le français TSE (Third Step Energy) et l'allemand Enerparc, à Marville près de Verdun en Meuse dans le Grand Est. Avec ses 364 000 panneaux photovoltaïques sur 155 hectares, elle est à sa mise en service, la seconde plus grande centrale solaire photovoltaïque de France.

## Historique
Le site est une ancienne base aérienne militaire construite dans le cadre de l'OTAN dans les années cinquante et racheté en 2006 par la communauté de communes du pays de Montmédy.
Le projet de centrale initial date de 2011, avec l'appui du sénateur Claude Léonard, un développeur aurait dû construire une centrale de 180 hectares. La technologie aurait été de type Tracker solaire, avec la particularité de rendre mobile les panneaux solaires pour optimiser leur orientation. Le projet n'ira cependant pas à son terme.
En aout 2016, à la suite d'un appel d'offres lancé par la Communauté de communes du Pays de Montmédy, le projet resurgi sous une nouvelle forme développée par la société française TSE, co-fondée par Solaïs et Altus - initialement Third Step Energy.
Le permis de construire de la centrale photovoltaïque est découpé en dix tranches afin de répondre au cahier des charges de la Commission de régulation de l'énergie. La nouvelle implantation fait désormais 155 hectares et comprend un poste source relié au réseau de RTE à 3 km du site.
La construction débute en juin 2020, elle est partagée entre la société française TSE, à l'Ouest et l'allemande Enerparc à l'Est. Les travaux sont réalisés par la société française Spie. L'usage des deux pistes que compte l'aérodrome est conservé pendant les travaux en activité réduite et un éleveur Ovin est intégré au projet.
Initialement prévue pour un achèvement en février 2021, le calendrier est bousculé par la Pandémie de Covid-19. Les effets de la crise économique provoqueront un retard d'environ 3 mois, avec une mise en service progressive de mai 2021 pour le côté français à septembre 2021 côté allemand.
Les retombées financières pour la collectivité, propriétaire des terrains, sont d'environ 400 000 euros.

## Environnement
Le site ayant été fortement bombardé en 1917, les premiers travaux ont consisté à identifier des cibles pour dépolluer le terrain. C'est près de 20 000 objets identifiés qui furent extraits dont 433 munitions actives et 126 non actives.
Dans le cadre d'une démarche volontaire de 1% du montant investit, le développeur français a procédé à la dé-artificialisation de 5 000 Tonnes de béton et d'amiante en vue de restituer des terres arables.
Un partenariat avec un éleveur local et son cheptel allant jusqu'à 1000 ovins permet une gestion de la pousse de l'herbe par pâturage.

## Technique

### Modules

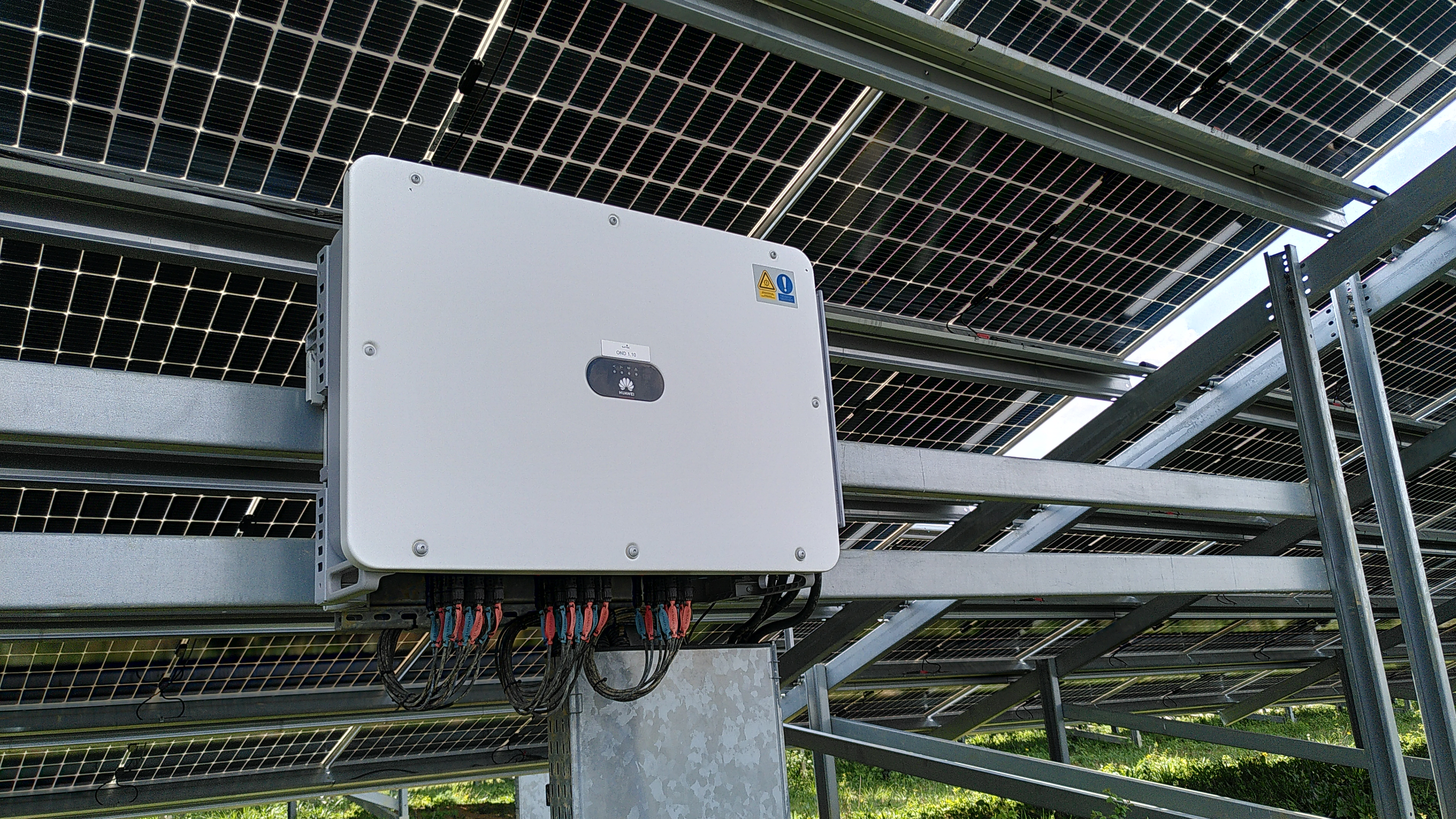
Onduleur de chaîne Huawei sous des modules bifaciaux

Les modules solaires photovoltaïques proviennent des fabricants chinois Canadian Solar et Longi, ils sont conçus sur la base de silicium cristallin. Une partie du parc est installé avec une technologie bi-faciale permettant une production par la face arrière du panneau solaire.

### Onduleurs
Des stratégies différentes ont été opérées par les deux constructeurs s'agissant du choix des Onduleurs solaires. Enerparc a opté pour des onduleurs centralisés du fournisseur allemand SMA. Ceux-ci permettent de collecter un grand nombre de panneaux solaires en un équipement de plusieurs Megawatt.
TSE a choisi des onduleurs de chaine du chinois Huawei, on en dénombre 356 installés.

### Structures
Les structures utilisées sont de type fixe en acier, le rampant mesure environ 6m de longueur.
La configuration pour TSE est de type paysage avec une structure développée et fabriquée par Arcelor Mittal à Colmar.
Le choix s'est porté sur une orientation portrait des modules côté Enerparc avec une structure conçue par une filiale de la société allemande.

### Raccordement

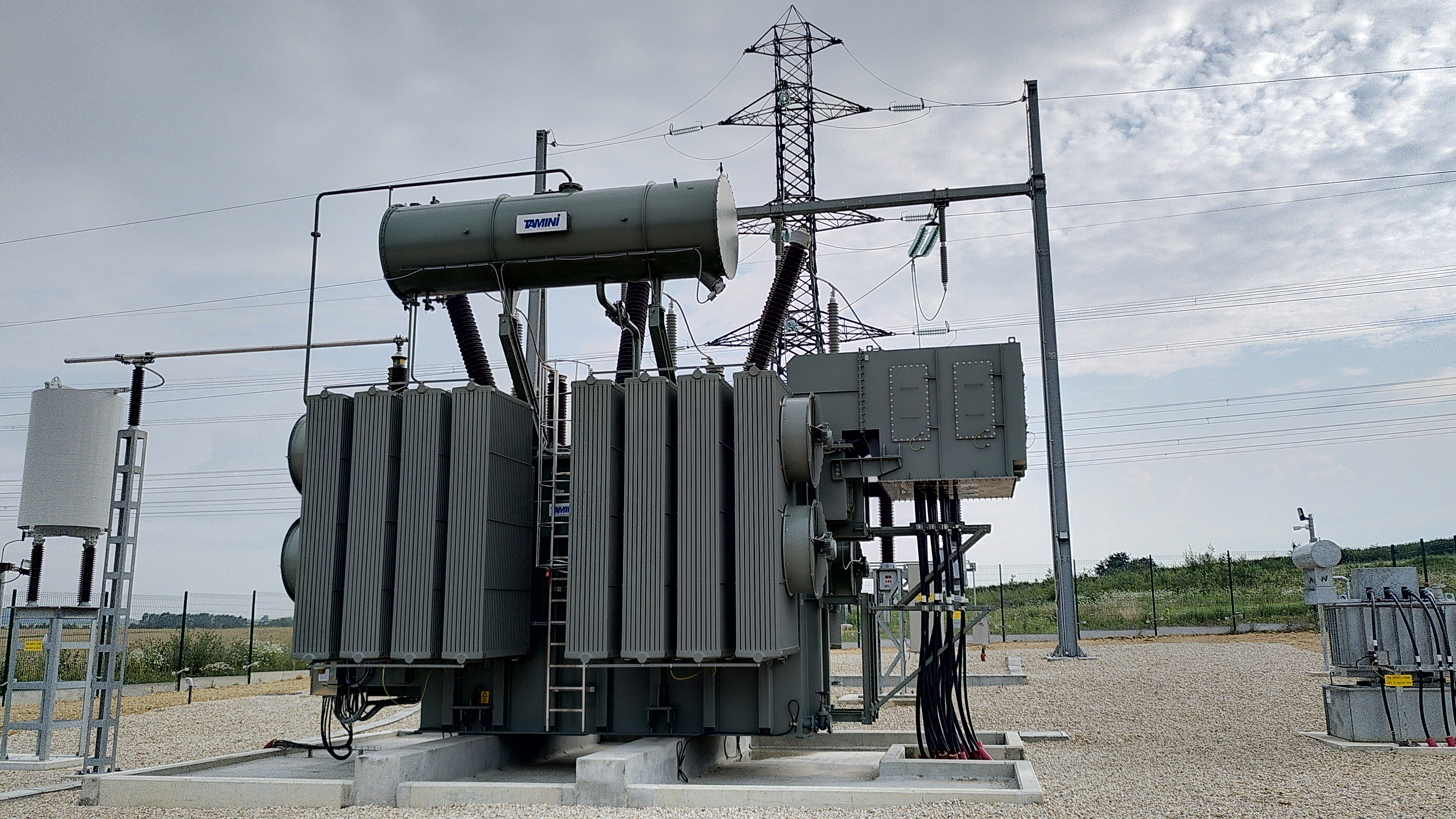
Transformateur italien Tamini dans le poste privé de Jametz.

Selon le responsable de projet de TSE, la puissance de la centrale a nécessité un raccordement direct au réseau de transport d'électricité HTB géré par le concessionnaire Rte. Un poste source 225 kV dédié a été construit et mis en service pour la centrale sur la commune de Jametz.
La distance entre le poste et le parc et d'environ 5 km. La liaison est réalisée par câble enterré  HTA d'un tension de 33 kV, les travaux ont été réalisés par la société Marais au moyen d'une trancheuse.

## Chiffres-clés
- Production annuelle : 156 GWh/an (équivalente à 90% de la consommation annuelle de la ville de Verdun)[7]
- Nombre de panneaux : 364 000[7]
- Nombre d'ovins : entre 600 et 1000
- Surface utilisée : 155 hectares[7]
- Retombées pour la collectivité : 400 000 €/an
- Investissement privé : 80 M€
- Durée d'exploitation : supérieure à 40 ans